# Sozialraumorientierung
Sozialraumorientierung (SRO) ist die Bezeichnung für eine bestimmte wissenschaftliche Ausgestaltung von Sozialer Arbeit. Dabei geht es darum, zusätzlich zu den Hilfen für die einzelnen Menschen andere Lebenswelten in der Stadt oder dem Dorf zu gestalten. Das Ziel sind Verhältnisse, in denen Menschen in schwierigen Lebenslagen besser zurechtkommen. Fachdiskussionen in diese Richtung werden seit Mitte der 1990er Jahre im Rahmen des Programms „Soziale Stadt“ und der Umorganisation der kommunalen Jugendhilfe in verschiedenen deutschen Städten geführt. Hinzugekommen sind Reformprojekte in der Eingliederungshilfe für mehr Inklusion und Dezentralisierung. Der Wille der Menschen steht bei der Umsetzung im Vordergrund.
Diese Theorie kombiniert psychologisches und pädagogisches Wissen aus der Fallarbeit mit soziologischem und ökonomischem Wissen über die Entwicklung von Organisationen. Im behördlichen Sinne meint Sozialraumorientierung dagegen hauptsächlich eine von Verwaltung und Politik bestimmte Raumeinteilung in Stadtteile oder Regionen, die häufig mit der Einrichtung von Sozialraumbudgets verbunden wird.

## Wissenschaftliche Grundlagen
Die Sozialraumorientierung der Sozialarbeit ist eine Weiterentwicklung der Gemeinwesenarbeit, die in den 1970er Jahren erstmals aus grundlegenden Anfragen an institutionelle soziale Arbeit begann. Deren Grundmotiv besteht darin, dass die Ursachen von Armut und sozialer Ungerechtigkeit nur gemeinsam mit den Betroffenen bekämpft werden können. Außerdem knüpft das sozialraumorientierte Handlungskonzept an die von Hans Thiersch geprägte Lebensweltorientierung an, wonach auf klassische Einzelfallhilfe (Anamnese – Diagnose – Therapie) verzichtet wird. Zudem wird auf Sozialkapitalkonzepte von Pierre Bourdieu, James S. Coleman und Robert D. Putnam zurückgegriffen, wie auch auf die Bourdieu'sche Vorstellung des Sozialen Raumes und sozialökologische Erkenntnisse der frühen Chicagoer Schule. Sozialraumorientierung ist somit auch als Ent-Pädagogisierung und Ent-Therapeutisierung Sozialer Arbeit zu verstehen.
Sozialräume können verstanden werden als „relationale Anordnungen von Lebewesen und sozialen Gütern und Strukturen an bestimmten Orten, die dynamisch und interaktiv veränderbar sind“.
Sozialraumorientierung wurde seit Ende der 1980er Jahre zu einem bestimmenden Fachdiskurs, einerseits durch das Programm „Soziale Stadt“, andererseits durch die sozialräumlichen Umbauprozessen der kommunalen Jugendhilfe (z. B. in Stuttgart, Frankfurt/O., Nordfriesland, Rosenheim, Berlin). Mittlerweile gibt es auch Reformprojekte in der Eingliederungshilfe, die mit Inklusions- und Dezentralisierungskonzepten verbunden werden. Sie ist eine Folge kritischer Selbstvergewisserung Sozialer Arbeit, die man auch eine reflexive Theorie nennen könnte. Um die Jahrtausendwende wurde dieser Gedanke einer Veränderung der Dienstleistungsorganisation in der Stadtverwaltung von München wie auch Stuttgart aufgegriffen, um die Hilfen zur Erziehung flexibler zu gestalten. Unterschiedliche Fachlichkeitsvorstellungen sowie konkurrierende Einschätzungen der Machbarkeit führten zu diesem bis heute andauernden Diskurs.
Dabei werden als Möglichkeiten eine solide Analyse und konzeptionelle Grundentscheidungen innerhalb der kommunale Verwaltung empfohlen, um Strukturen, Formulare, Finanzierungsstränge und Qualifizierungsmaßnahmen zu verändern. Dies soll die Abteilungen, Paragraphen, Immobilien und Fälle als Leitmotive der Steuerung ablösen. Als strukturelle Grundlage zur Realisierung des Fachkonzeptes „Sozialraumorientierung“ könne so Identifikation geschaffen, Geld sinnvoll verteilt, Ordnung hergestellt und Energie gebunden werden.
Auf theoretischer Ebene ist das eigentlich Neue der SRO ihr Ansatz über einzelne Disziplinen hinweg: Psychologisches und pädagogisches Wissen aus der Fallarbeit (Stärkemodell) wird mit soziologischen (Sozialkapitalmodell) und  ökonomischen Wissen (Sozialraumbudget) sowie Wissen aus der Organisationsentwicklung (Flexibilisierung) und dem Organizing (fallunspezifische Arbeit) kombiniert. Mit dieser Verknüpfung soll der disziplinäre Reduktionismus der klassischen Arbeitsformen (Säulenmodell) überwunden werden.
Hierbei bildet der konsequente Bezug auf die Interessen und den Willen der Menschen  den Kern des Handlungskonzeptes, dem die anderen Aspekte logisch folgen. Mit der Orientierung am Willen der Menschen, denen die Hilfe zukommen soll, wurde eine konzeptionelle Leitlinie entwickelt, mit der ein an Selbstbestimmung und Freiheit orientiertes Denken und Handeln begründet werden kann. Sozialraumorientierte Soziale Arbeit ist somit einerseits ein personenbezogenes Konzept, aber gleichzeitig auch eines mit sozialökologischen und auf die Veränderung von Verhältnissen angelegten Zielen. Damit werden zwei verschiedene, aber elementare Handlungsansätzen der Sozialen Arbeit integriert.

## Prinzipien
Die sozialraumorientierten Arbeit ist eine entwickelte Perspektive, die verschiedene theoretische und methodische Blickrichtungen nutzt und weiterentwickelt. Sie dient als Fachkonzept für das Handeln in zahlreichen Feldern Sozialer Arbeit, und wahrt dabei folgende Grundpräzipien:
1. Orientierung am Willen der Menschen[14][15]
2. Aktivierende Arbeit vor betreuender Tätigkeit
3. Aus eigener Kraft erreichbare Ziele, unter Verwendung personeller und sozialräumlicher Ressourcen
4. Zielgruppen- und bereichsübergreifend arbeiten
5. Vernetzung und Kooperation verschiedener Dienste[1]
6. Lebenswelten: subjektzentriert und lebensraumbezogen erkennen und fördern[16]

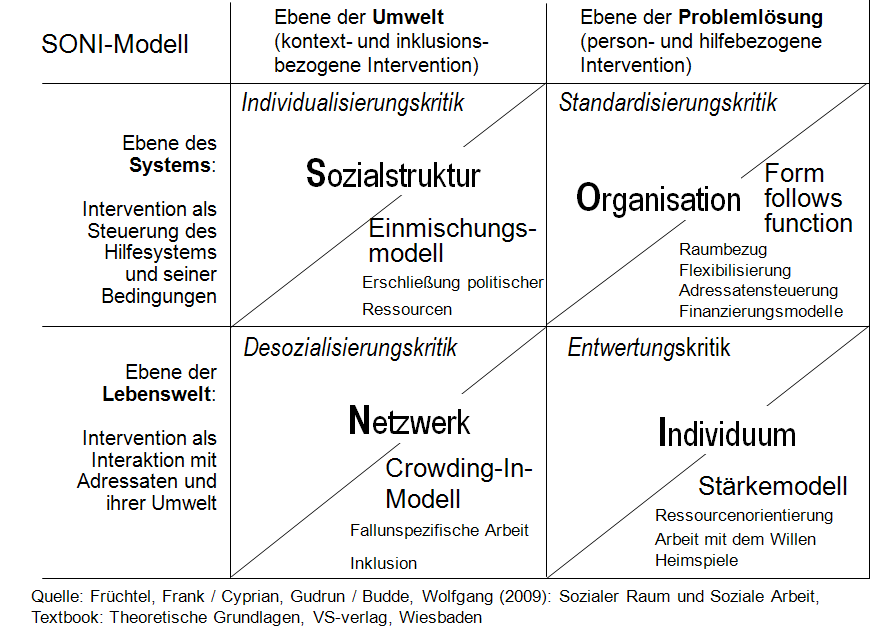
Grafische Darstellung des SONI Modells

Durch die Selbstkonfrontation mit ihren nicht beabsichtigten Nebenwirkungen gewinnt die Soziale Arbeit neue Handlungsansätze. Kern sozialräumlicher Theorie ist folglich das Infragestellen etablierter Strukturmerkmale des Hilfesystems auf vier Ebenen, die im SONI-Modell dargestellt werden:

### SONI-Modell der Sozialraumorientierung
|   | SONI-Felder    | Bezug           | Risiko / Kritik              | Strategie / Funktion                           | Rolle von Sozialarbeitern          | Methoden |
| - | -------------- | --------------- | ---------------------------- | ---------------------------------------------- | ---------------------------------- | --- |
| S | Sozialstruktur | Kommunalpolitik | Individualisierung der Hilfe | Inklusion durch Aktivierung und Einmischung    | Sozialplaner, Lobbyist, Organizer  | Öffentlichkeitsarbeit, Leserbriefe, Unterschriftenlisten, Storytelling, Beiräte, Bürgerbegehren, Lobbying, Wissensmanagement, aktivierende Befragung, Organizing                                                                  |
| O | Organisation   | Hilfesystem     | Standardisierung der Hilfe   | Reflexivität durch Form follows function       | Organisationsentwickler, Evaluator | Fremdbilderkundung, Zielgruppen-Sampling, Sozialraumteams, Aufmerksamkeit ausrichten, Perspektivwechsler, Ideenkonferenz, provokative Operation, Inklusionsmanagement, Beschwerdemanagement, Sozialraumbudgetierung               |
| N | Netzwerk       | Sozialer Raum   | Desozialisierung der Hilfe   | Resozialisierung der Hilfe                     | Netzwerker                         | Aktivierende Beratung, Organisationen gewinnen, Sozialraumprojekte, One-to-Ones, Kompetenzkartierung, Ressourcenkartei, Cliquenraster, subjektive Landkarten, Weitwinkelscan, Nadelmethode, Village Storming, Organization Mirror |
| I | Individuum     | Lebenswelt      | Entwertung durch Hilfe       | Anerkennung durch das Stärkemodell des Helfens | Perspektivwechsler, Anwalt         | Heimspiele, Familienrat, Ressourcencheck, Arbeit mit dem Willen, Eco-Mapping, Genogramm als Ressourcenfinder |

## Kritikfelder der Sozialraumorientierung
In den Kritikfeldern der SRO an vorherigen Formen Sozialer Arbeit wird schwerpunktmäßig der Umstand betrachtet, dass Probleme, die strukturelle Ursachen haben, mit der Förderung einzelner Menschen verdeckt werden. Ein Mangel an Arbeitsplätzen, die Verschuldung und Barrieren, denen Behinderte gegenüberstehen, werden als durch Therapien und pädagogische Intervention unlösbar gesehen. Es fehlt dabei an sozialpolitischer Auswertung der Einzelfälle, so dass finanzielle und personelle Ressourcen nicht effektiv genutzt werden.

### Desozialisierung-Kritik
Die Desozialisierung-Kritik der SRO thematisiert das Phänomen, dass professionelle Hilfe in der Regel die natürlichen Netzwerkbeziehungen von Menschen und die Ressourcen des sozialen Raums nur als nebensächlich begreift und die Hilfeleistungen durch spezialisierte Experten in den Mittelpunkt stellt. Experten und ihre Organisationen handeln nicht wie Menschen in Alltagsbeziehungen nach Prinzipien von Nähe, Zugehörigkeit oder Gemeinschaft, sondern nach den Mechanismen von Recht (gesetzliche Ansprüche, Zuständigkeiten), Wissenschaft (diagnostische Spezialisierungen) und Wirtschaft (Unterstützung wird marktmäßig produziert). SRO stellt in Frage, ob sich die Probleme einzelner Menschen allein durch technisch und marktmäßig erbrachte Hilfeleistungen am einzelnen Menschen lösen lassen. Gelingendes Leben ist in hohem Maße von sozialen Einbindungen und Zugehörigkeiten abhängig, die professionell nicht direkt hergestellt werden können, sondern aus Bezügen im sozialen Raum erwachsen. Die Wahrscheinlichkeit Inklusion durch Hilfe zu erreichen steigt, wenn Inklusion bereits das Mittel der Hilfe ist und nicht nur ihr Ziel. Deswegen präferiert SRO inklusive (d. h. gemeinschaftliche, resozialisierende) Hilfeformen, die den bisherigen Crowding-Out-Prozess des professionellen Helfens auf Crowding-In umstellt (Hilfesysteme werden konsequent für die Mitwirkung von Bürgern geöffnet). Sozialstaatliche Hilfearrangements bestehen dann nicht nur aus professionellen Leistungen, sondern auch aus den Ressourcen der Familiennetzwerke, der Bürger und Zusammenschlüsse des Stadtteils. Qualitätskriterium von Hilfe ist nicht allein der technische Zielerreichungsgrad (Problemlösung), sondern auch die soziale Inklusion (Gemeinschaftsbildung, Sozialkapitalbildung). Ein methodischer Ansatz dazu ist fallunspezifische Arbeit. Sie entdeckt und pflegt Ressourcen, um im Bedarfsfall darauf zurückgreifen zu können, allerdings zu einem Zeitpunkt, an dem noch nicht absehbar ist, ob und wie diese Gelegenheiten genutzt werden können. Sie liegt folglich quer zum klassischen Muster linearer Planung und Behandlung (Bedarfsfeststellung, Zielplanung, Mittelfestlegung, Umsetzung, Evaluation). Ressourcen werden stattdessen (im Rahmen von Sozialraumprojekten, Kompetenzkartierungen, One-to-ones, aktivierender Beratung, Gewinnen von Organisationen und Zusammenschlüssen) „breit“ gesammelt und in Ressourcenkarteien gespeichert, in der Erwartung, dass die darin steckenden nützlichen Gelegenheiten Einfluss auf Zielbestimmung und Lösung zukünftiger Fälle nehmen können.

### Entwertungskritik
SRO ist auch Expertenkritik. Sie stellt die Frage, wie viel „Hilfe zur Selbsthilfe“ Expertenhilfe – trotz ihrer hohen Qualitätsstandards – erzeugen kann bzw. wie ausgeprägt die Nebenwirkung ist, Menschen durch Entwertung ihrer lebensweltlichen Kompetenz zu Konsumenten professioneller Interventionen zu machen. Entwertung geschieht als nicht beabsichtigter Effekt des sozialstaatlichen Prinzips, Leistungsansprüche an Defizite zu koppeln. Dadurch wird es notwendig, dysfunktionale Aspekte in den Vordergrund zu schieben und funktionale auszublenden. Die SRO setzt dem Entwertungsmodell ein Stärkemodell entgegen. Selbstbestimmung, Selbstkompetenz, aber auch die Selbstverantwortung von Betroffenen werden darin in den Mittelpunkt gestellt und es gilt die konstruktivistische Prämisse, dass die Bewertung menschlichen Verhaltens vom Zusammenhang abhängt. Was in einem Zusammenhang als mangelhaft gilt, kann in einem anderen eine wichtige Fähigkeit sein. Die Leistung Sozialer Arbeit besteht auch darin, Umwelten so zu verändern, dass sie danach für die Stärken der unterstützten Menschen günstiger sind. Dabei ist es ein methodischer Fehler, die Menschen zu einem vermeintlich guten Leben zu motivieren. Vielmehr geht es darum, Anreize herauszufinden, den Willen anzuregen und daraus neue Möglichkeiten zu machen, indem Fähigkeiten und Spielräume von Menschen vergrößert sowie deren Zugang zu Ressourcen erweitert wird. Ansatzpunkt ist eine elaborierte Ressourcenerhebung der subjektiven Lebensstile, Weltsichten, Erfahrungen, Befürchtungen, Erwartungen, der individuellen Ausstattung, des sozialen Netzwerks, neben der Problemanalyse.
Weiterhin ist das Konzept des „Heimspiels“ bedeutsam (Hinte 1997, S. 724), das Arrangement einer Arbeitsbeziehung, in der Betroffene in eine starke Position kommen, z. B. durch die Zusammensetzung der Beteiligten liegen, den Ort des Treffens, durch den Einsatz von „Perspektivwechslern“ oder „Anwälten des Willens der Betroffenen“ in Fallbesprechungen.

### Standardisierungskritik
Das Hilfesystem ist geprägt von zunehmender funktionaler Differenzierung (Spezialisierung), Verrechtlichung und Institutionalisierung. In der Folge wird von der Komplexität und Einzigartigkeit des konkreten Falls primär bearbeitet, was zum „Standard“ der jeweiligen Organisation passt. So werden konkrete … Lebenssituationen einer gewaltigen Abstraktion unterworfen, weil sie rechtlich subsumiert und arbeitsteilig bearbeitet werden. Ziel der Sozialraumorientierung ist die „reflexive Organisation“, in der das Prinzip „form follows function“ versäulte Hilfeorganisationen variationsfähiger macht. Individuelle Hilfen sollen weniger vorprogrammiert sein, sondern durch Organisationsentwicklungen individuelle Arrangements, sog. Maßanzüge, werden. Die Struktur der sozialräumlichen Organisation folgt nicht dem Gliederungsprinzip der diagnostischen Kategorie, sondern einer raumbezogenen Zuständigkeitslogik. Organisationen, die am Raum orientiert sind, können am ehesten De-Sozialisierung verhindern, weil sie Zugang zu den Ressourcen und Regelsystemen vor Ort haben. Mit den Adressaten selbst steht der Sozialen Arbeit ein Steuerungspotenzial zur Entwicklung maßgeschneiderter Lösungen zur Verfügung, wenn Adressaten mehr als bisher an der Steuerung der Dienste beteiligt werden. Ziel ist nicht nur die Mitbestimmung im eigenen Hilfeprozess, sondern die Demokratisierung der institutionellen Hilfeproduktion. Finanzierung: Um das Flexibilisierungspotenzial, die Demokratisierung von Organisation und den Sozialraumbezug der Arbeit zu erhöhen, bedarf es auch eines Finanzierungssystems, das diese Ansätze unterstützt, weil gilt: „form follows funding“ (die Qualität der Fachlichkeit ist fundamental von der Art der Finanzierung abhängig). Die SRO benutzt Finanzierungsmodelle wie Sozialraumbudgets, Fallpauschalen und Persönliches Budget, um den sozialräumlichen Bezug von Hilfen und die Förderung von Selbsthilfe volkswirtschaftlich sinnvoll machen. Eine Stärkung der fachlichen gegenüber der ökonomischen Steuerung ist notwendig, weil die Übertragung der Marktgesetze auf das Sozialsystem Wachstumsdynamiken schaffen, die dem Ziel „Hilfe zur Selbsthilfe“ entgegenlaufen.

### Individualisierungskritik
Die Individualisierungskritik der SRO thematisiert, dass die strukturellen Ursachen (z. B. wirtschaftliche Entwicklungen, räumliche Segregation) der Probleme einzelner Menschen durch eine nur am einzelnen Menschen ausgerichtete Bearbeitung verdeckt werden. Stattdessen müssen die strukturellen Ursachen individuell erlittener Probleme rekonstruiert und auf gesellschaftliche Verhältnisse bezogen werden. In der SRO spielt deswegen die Thematisierung ungleicher Verteilungen von Einfluss, Besitz und Entwicklungschancen eine ausschlaggebende Rolle, geht es doch um die Gestaltung sozialen Wandels im Sinne sozialer Gerechtigkeitsideale, die immer in Spannung mit selbstbezogenen Eigeninteressen aller Akteure im Sozialen Raum stehen.